# National-Demokratische Bewegung der Amharen
Die National-Demokratische Bewegung der Amharen (amharisch የብሔረ አማራ ዴሞክራሲያዊ ንቅናቄ Yä-Bəherä Amara Demokrasiyawi Nəqnaqe, Kurzform Bi'aden; abgekürzt ANDM), ab dem 30. September 2018 Amharische Demokratische Partei (ADP), amharisch አማራ ዴሞክራሲያዊ ፓርቲ, war eine sozialistische politische Partei in Äthiopien, die sich vorwiegend an die amharische Bevölkerungsgruppe richtete.
Sie gehörte zur regierenden Koalition Revolutionäre Demokratische Front der Äthiopischen Völker (EPRDF), die von der Volksbefreiungsfront von Tigray (TPLF) geführt wurde. Insgesamt hatte die Partei der National-Demokratischen Bewegung der Amharen etwa 750.000 Mitglieder. Kritiker betrachteten die ANDM als weitgehend von der TPLF gesteuert. Amharen befürworten tendenziell eher ein zentralistisches politisches System und betrachten sich nicht als eine unter vielen ethnischen Gruppen, sondern als Bewohner der jeweiligen geographischen Region sowie allgemein als Äthiopier.
Am 1. Dezember 2019 schloss sich die Demokratische Amharenpartei mit der Demokratischen Bewegung der Südäthiopischen Völker (SEPDM) und der Demokratischen Partei der Oromos (ODP) zur neuen Wohlstandspartei zusammen.

## Geschichte

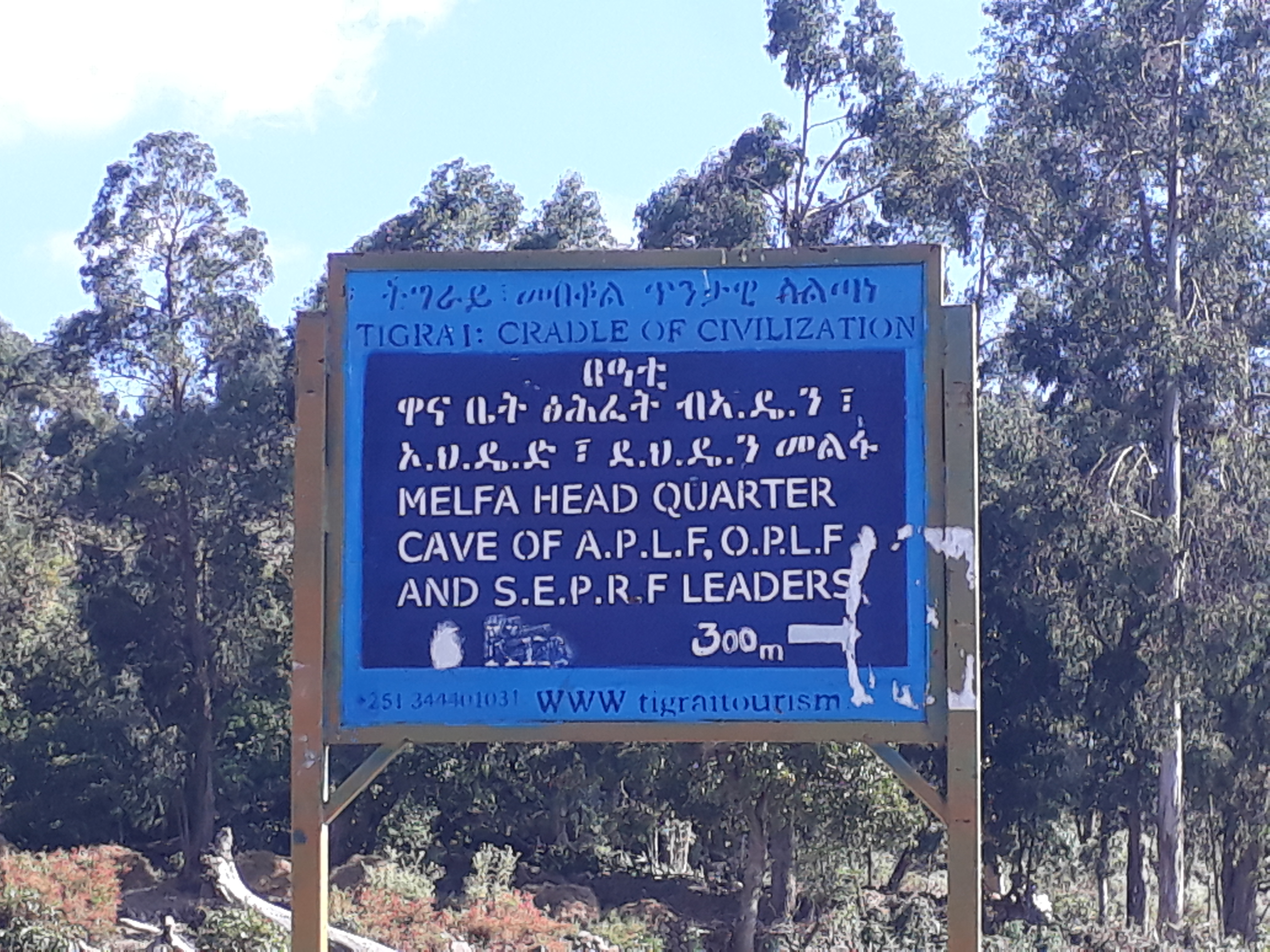
Schild für das ehemalige Hauptquartier der EPDM/APLF/ANDM/ADP in Melfa während des Äthiopischen Bürgerkrieges

Die ANDM ging 1980 aus einem Teil der IHAPA hervor, die sich mit der TPLF zusammenschloss. Sie war im Untergrund in der Provinz Begemder (Gonder) aktiv und bekämpfte das Derg-Regime unter Mengistu Haile Mariam. Sie hieß zunächst Demokratische Bewegung des Äthiopischen Volkes (englisch „Ethiopian People’s Democratic Movement“, EPDM). Die (sich bis Ende der 1980er Jahre als marxistisch-leninistisch bezeichnende) Organisation ging aus einem Flügel der IHAPA um Addisu Legesse (heute stellvertretender Regierungschef und Minister für Landwirtschaft und ländliche Entwicklung sowie Generalsekretär der ANDM) hervor, welcher die ablehnende Haltung der IHAPA gegenüber den bewaffneten Bewegungen in Eritrea und Tigray kritisierte und für ein enges Bündnis mit der Volksbefreiungsfront von Tigray (TPLF) eintrat; letzteres trug der EPDM und später der ANDM den Vorwurf ein, lediglich eine Blockpartei der TPLF zu sein. Jedenfalls arbeitete die EPDM seit ihrer Gründung mit der TPLF eng zusammen und entwickelte sich in den 1980er Jahren zur stärksten bewaffneten Oppositionsgruppe gegen das Mengistu-Regime unter der amharischsprachigen Bevölkerungsgruppe in den Provinzen Begemder, Shewa und Wollo.
1989 bildeten TPLF und EPDM die Koalition EPRDF, die seit dem Sturz Mengistus und seiner Arbeiterpartei Äthiopiens 1991 die Zentralregierung Äthiopiens stellt. Die EPDM wurde zu ANDM umbenannt, um ihre Ausrichtung auf die Volksgruppe der Amharen zu betonen. Das bislang gesamtäthiopisch ausgerichtete Programm der Organisation wurde zu einem amharischen ethnischen Nationalismus geändert, der dem von der TPLF/EPRDF eingeführten „ethnischen Föderalismus“ (vgl. Verwaltungsgliederung Äthiopiens) entspricht.
Aus Oromo-Mitgliedern der EPDM sowie aus kriegsgefangenen Oromo gründete die TPLF die Demokratische Organisation des Oromovolkes als den Partner der Amharen bei der Volksgruppe der Oromo. Bei der Parlamentswahl im Mai 2005 erhielt die National-Demokratische Bewegung der Amharen insgesamt 87 von möglichen 546 Sitzen im äthiopischen Volksrepräsentantenhaus.